# Estandarte Real da Escócia

Brasão de armas da escócia

O Brasão Real do Reino da Escócia.

O Estandarte Real da Escócia ( gaélico escocês : Bratach rìoghail nd h-Alba , escocês : o Real bandeira da Escócia ), também conhecida como a Bandeira do Rei da Escócia ,   ou, mais comumente o desenfreado da Escócia ,  é a Bandeira das Armas Reais da Escócia.  Usado historicamente pelo Rei da Escócia , o Estandarte Real da Escócia ( em inglês: Royal Standard of Scotland) difere da bandeira nacional da Escócia , o Saltire , em que a sua correta utilização é restringida por uma Lei do Parlamento da Escócia a apenas alguns grandes agentes de Estado que oficialmente representam o Soberano na Escócia .  Ele também é usado nas Oficiais e Real Residências na Escócia, quando o soberano não está presente. 
O primeiro uso registrado do desenfreado como um emblema Real na Escócia foi por Alexander II em 1222;  com o adicional de embelezamento de uma borda dupla definido com lírios que ocorrem durante o reinado de Alexandre III . (1249-1286)  Este emblema ocupou o escudo do Brasão Real do antigo Reino da Escócia , que, juntamente com um Real Bandeira mostrando o mesmo, foi utilizado pelo Rei da Escócia até a União das Coroas em 1603, quando James VI aderido os tronos do Reino da Inglaterra e Reino da Irlanda .  Desde 1603, o Leão rampante  da Escócia foi incorporada tanto as Reais Armas e Bandeiras Reais de sucessivos escoceses então  monarcas britânicos, a fim de simbolizar a Escócia, como pode ser visto hoje no padrão real do Reino Unido .   Apesar de agora oficialmente restritas a usar pelos representantes do soberano e em Residências Reais, o Estandarte Real da Escócia continua a ser um dos símbolos mais reconhecidos da Escócia. 

## Projeto
Exibindo um leão vermelho rampante, com a língua azul e as garras, dentro de uma borda vermelha duas vezes sobre um fundo amarelo, o desenho do Estandarte Real da Escócia é formalmente especificado na heráldica como: Ou , um leão rampante Gules armados e langued Azure dentro de uma dupla tressure flory contra-flory do segundo ,  significado: Um ouro (Or) de fundo , cujo diretor símbolo é um vermelho (Gules) leão em pé (leão rampante) com azul (Azure) garras e língua (armada e langued), rodeado por um dois alinhado fronteira (tressure) decorado com pares opostos de símbolos florais (Flory contra-Flory) da segunda cor especificada no blazon (Gules). Usado como uma bandeira casa, suas proporções são 5:4,   No entanto fabricantes de bandeira se pode também adoptar índices alternativos, incluindo 1:2 ou 2:3. 

## História

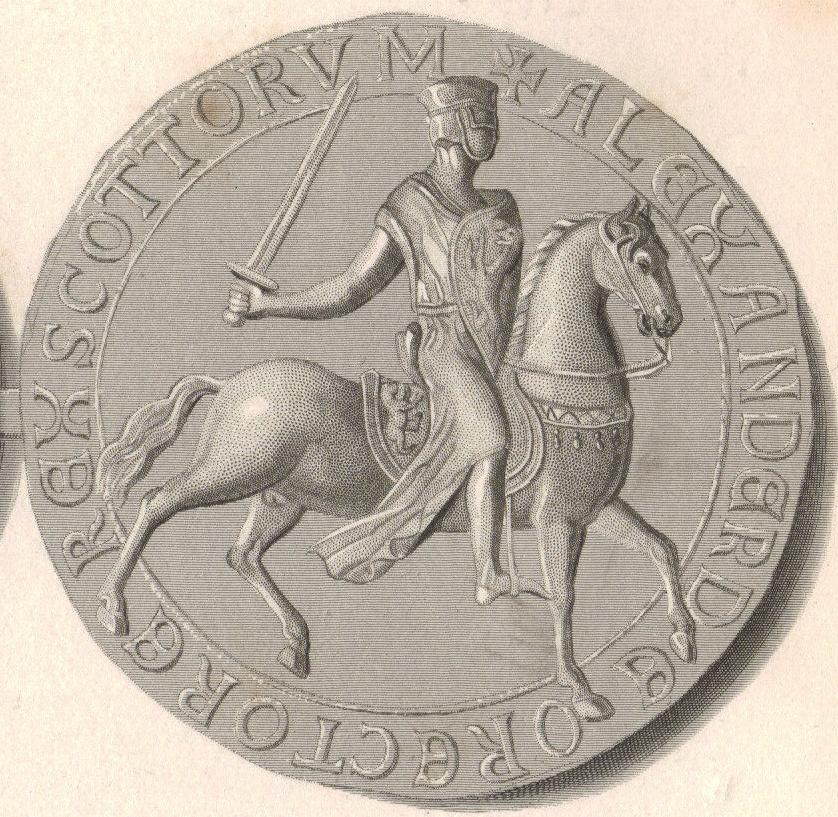
Reverso do Grande Selo de Alexandre II, exibindo o leão rampante na sela e escudo

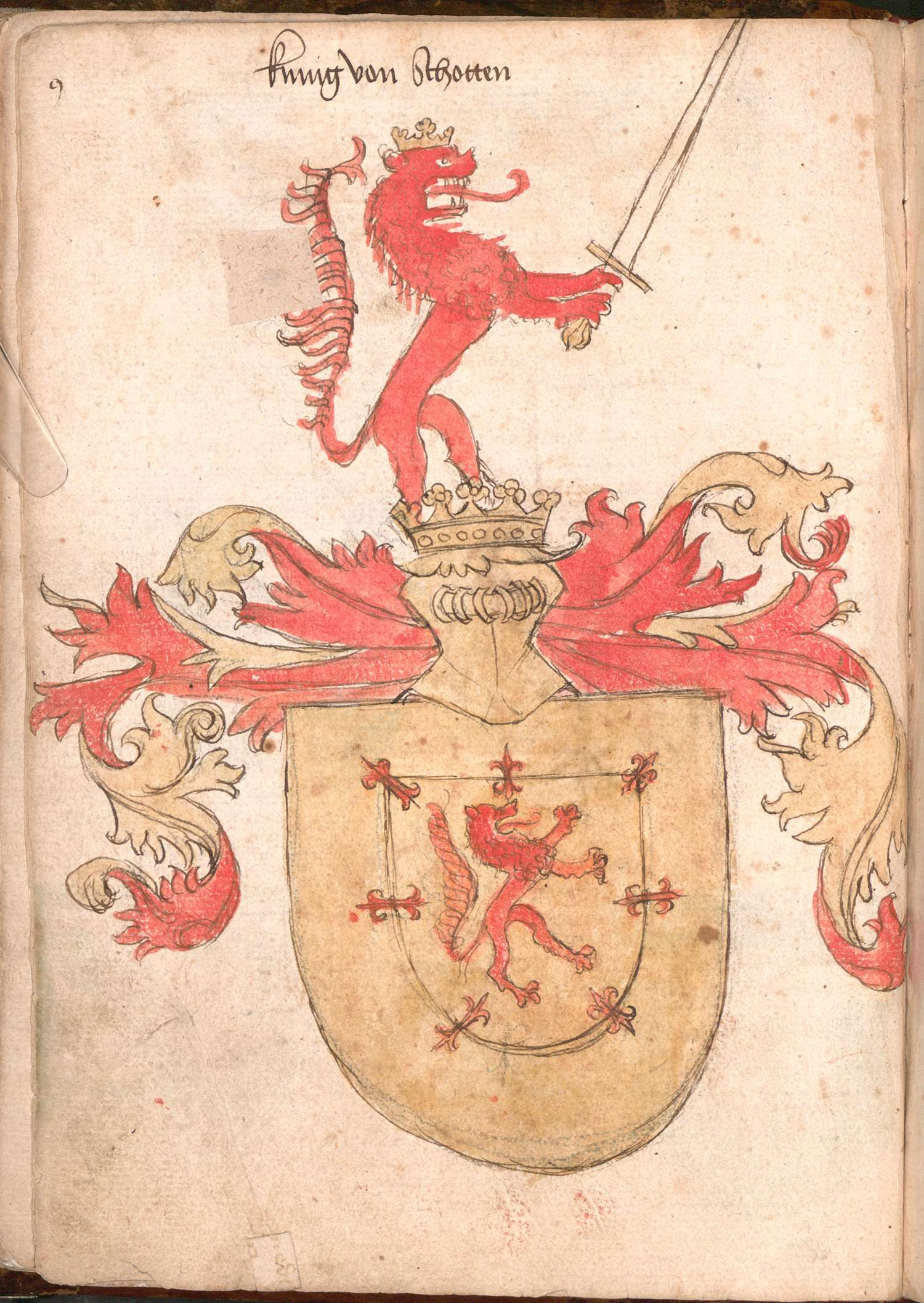
Brasão do Rei da Escócia, do armorial de Wernigeröder, c.1475.

O leão Rampante pode ter sido adotado no século XII por William I "o Leão" (1165-1214), porém não há evidências de seu uso como "Nos Braços do Dominion of Scotland" antes de 1222, quando apareceu em cima da Grande Selo de seu filho, Alexandre II (1214-1249).  No entanto, seu uso na Escócia pode ter suas origens durante o reinado de Malcolm III (1058-1093), dado que o motivo central de Leão desenfreado, ou rampante, também ser usado como um crachá pelos clãs irlandeses que, em comum com Malcolm III, relacionados com as lendárias genealogias de Mileto.  Uma anterior registro padrão  do Royal Scottish apresentou um dragão , que foi usado na batalha de 1138 pela David I (1124-1153). 
Após a União das Coroas da Inglaterra, Irlanda e Escócia em 1603, o Estandarte Real da Escócia foi incorporado aos pavilhões reais de sucessivos  monarcas escoceses, seguindo os Atos de União em 1707, Monarcas Britânicos, com todas essas normas reais que está sendo esquartejado a incluir a bandeira dos braços de cada esfera individual. Desde 1603, o Estandarte Real da Escócia tem aparecido tanto no primeiro e quarto quarteis do Estandarte Real esquartejado usado na Escócia, apesar de figurar apenas no segundo quartel do que a versão utilizada no mundo. 

## Protocolo

### Uso nas Residências Reais

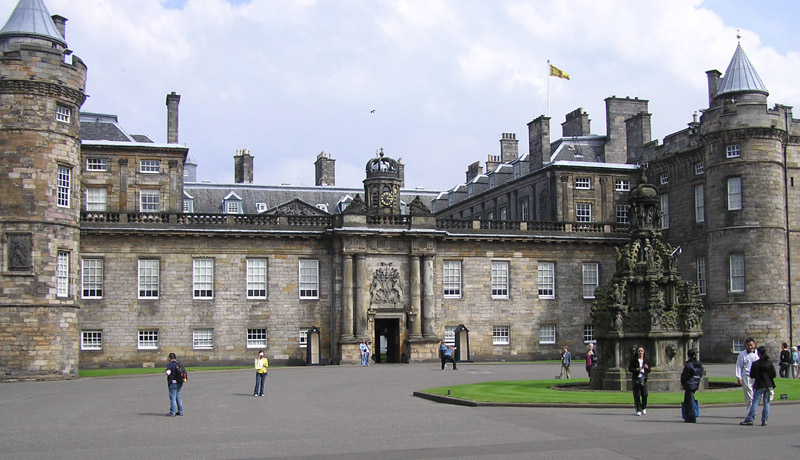
O Estandarte Real da Escócia voando acima Palácio de Holyrood.

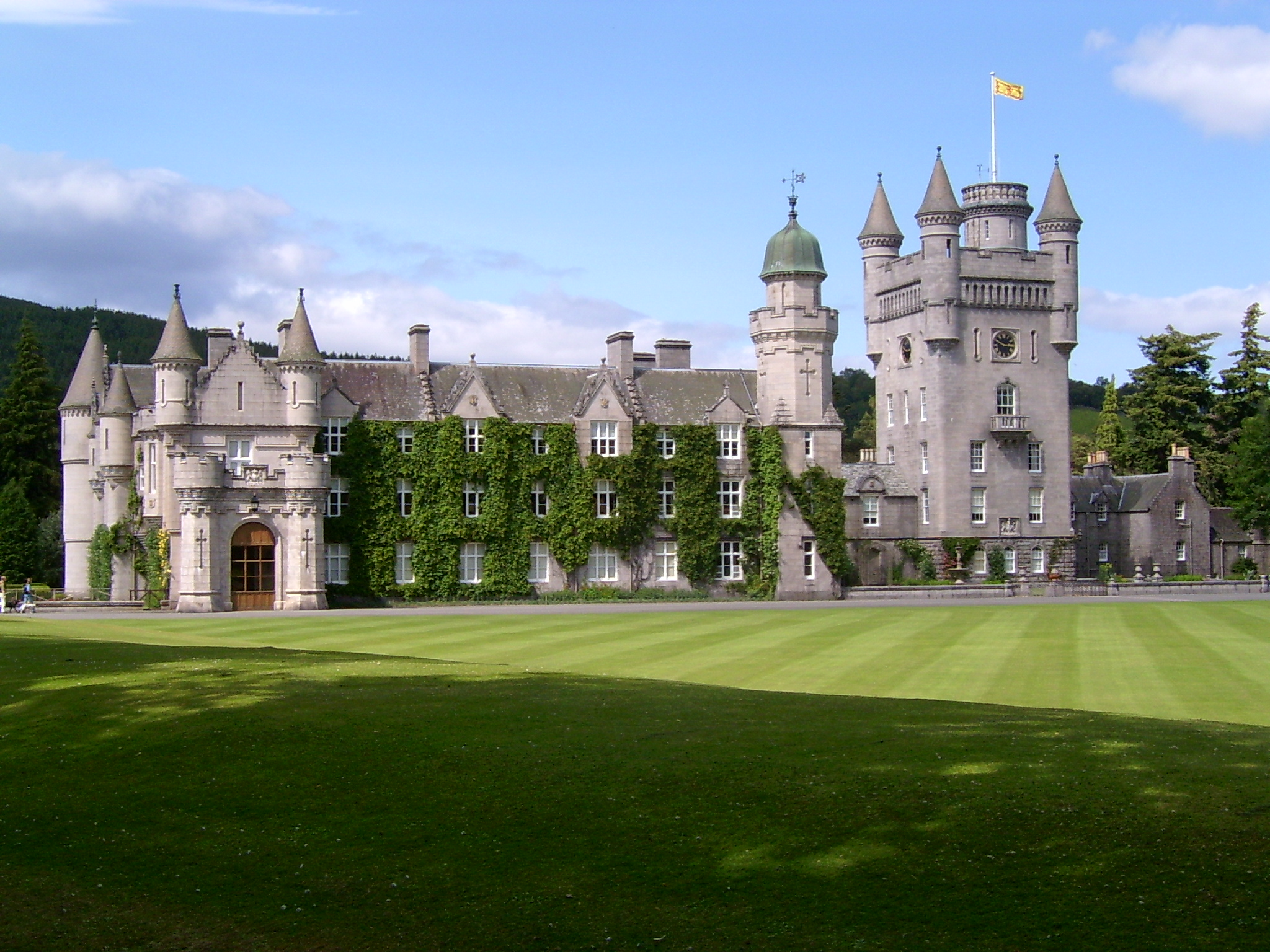
Estandarte Real da Escócia sobre o Castelo de Balmoral.

O Estandarte Real da Escócia é usado oficialmente nas Residências Escocesas Reais do Palácio de Holyrood, Edimburgo e Castelo de Balmoral , Aberdeenshire , quando Sua Majestade não está na residência. O Estandarte Real do Reino Unido usado na Escócia é hasteada quando o Soberano está presente. 

### Uso de representantes do Soberano
Na tradição da heráldica escocesa , o uso do Estandarte Real da Escócia não se restringe ao Soberano.  Vários oficiais Grandes de Estado que oficialmente representam o Soberano, na Escócia, estão autorizados a utilizar o Estandarte Real da Escócia, incluindo, o Primeiro Ministro da Escócia (como Guardião do Grande Selo da Escócia ), Senhores Tenentes dentro de suas respectivas Lieutenancies , o Senhor Alto Comissário para a Assembléia Geral da Igreja da Escócia, o Senhor Leão Rei de Armas e tenentes outros que podem ser especialmente designado pela  Soberana. 

### Uso pelo Herdeiro Aparente
Uma variação do Estandarte Real da Escócia é usado pelo Herdeiro do Rei da Escócia, o Duque de Rothesay, cujo padrão é o Padrão Real da Escócia desfigurado com um colorido Azure simples com rótulo de três pontos.  A bandeira pessoal do atual Duque, Guilherme, Príncipe de Gales, também apresenta a mesma, exibido em cima de um interior escudo.

### Estatuto jurídico
Como a Bandeira Pessoal do Soberano, o uso do Estandarte Real da Escócia é restrito sob a Lei do Parlamento da Escócia cap 1672. 47 e 30 e 31 Vict. cap. 17, e qualquer uso não autorizado de tal é uma infracção nos termos da lei.  Em 1978, um comerciante de linho de St Albans, Denis Pamphilon, foi multado em £ 100 por dia para a usurpação do padrão em colchas decorativas, até que ele desistiu, e ambos Rangers FC eo Partido Nacional Escocês foram admoestados pelo Tribunal de Justiça do Senhor Leão para o seu uso indevido e não autorizado da norma.  Apesar de tal ação, a bandeira continua a apresentar em uma variedade de mercadorias e souvenirs produzidos comercialmente para economicamente importantes da industria do turismo da Escócia. Apesar de tal ação, a bandeira continua a apresentar em uma variedade de mercadorias e souvenirs produzidos comercialmente para Escócia economicamente importante do turismo da indústria.  
Em 1934, o Rei George V emitiu um Mandado de Real para a utilização do Estandarte Real da Escócia durante as celebrações das Bodas de Prata, que deverá teria lugar no ano seguinte. No entanto, esse uso era restrito a hand-held bandeiras para "ebulição decorativo" como uma marca de lealdade ao soberano.
O uso de bandeiras portáteis em certas ocasiões, tais como a abertura do Parlamento escocês , e em eventos esportivos,  and at sporting events, continua a ser autorizado pela presente Mandado Real, embora, segundo o ex-Senhor Leão Robin Blair , em uma entrevista dada à Mensagem domingo em novembro 2007, tal uso em eventos esportivos " não estava previsto em 1935 ". 

## Aparência em outras Normas Reais
Bem como formando a base do padrão do Duque de Rothesay,  o Estandarte Real da Escócia, desde 1603, foi um componente do que hoje é denominado o Estandarte Real do Reino Unido, ambas em  versões que  são utilizadas exclusivamente na Escócia e em outros lugares. É semelhante ao que  aparece no Estandarte Real do Canadá ,  com as armas do Canadá refletindo os Símbolos Reais da Inglaterra , Escócia , Irlanda e França.

Tele padrão do Duque de Rothesay, ou seja a Estandarte Real da Escócia  desfigurado com um simples  label de três pontos Azure.
o Rwal Estandarte do Reino Unido usado na Escócia, com o estandarte real da Escócia, no primeiro e quarto trimestres.
O padrão real do Reino Unido usado fora dela na Escócia, com o estandarte real da Escócia no segundo trimestre.
o Estandarte Real do Canadá, com o Estandarte Real da Escócia, no casaco esquartejado contidas nas primeira e segunda divisões.

## Bandeira Nacional da Escócia

Sautor.

A Bandeira da Escócia , também conhecida como Cruz de Santo André ou, mais comumente O Sautor .  O Sautor é a bandeira de uso correta para todas as pessoas singulares e colectivas, a fim de demonstrar a sua lealdade e nacionalidade escocesa .  É também, sempre que possível, hasteado pelo governo escocês nos prédios todos os dias das 8h às pôr do sol, com algumas excepções, como por exemplo do Reino Unido Dias Nacionais .